# Обляй
Обляй (серб. Обљај) — деревня рядом с Босанско-Грахово. Находится в Боснии и Герцеговине, к западу от Сараево и к северу от Ливно, рядом с боснийско-хорватской границей. Деревня расположена на северо-западе Боснии Герцеговины. Административно является частью 10 Кантона Федерации Боснии и Герцеговины. Деревня труднодоступна, добраться до неё можно только по небольшим дорогам. 
Гаврило Принцип, совершивший Сараевское убийство, родился здесь в 1894 и жил здесь в детстве. Его отец был почтальоном в деревне.

## Население
Источник:  Данные приведены по состоянию на 1991 год.